# 1979 à Terre-Neuve-et-Labrador
Chronologie de Terre-Neuve-et-Labrador
- 1975
- 1976
- 1977
- 1978
- 1979
- 1980
- 1981
- 1982
- 1983

Cette page concerne des événements survenus en 1979 dans la province canadienne de Terre-Neuve-et-Labrador.

## Politique
- Premier ministre : Frank Moores puis Brian Peckford
- Chef de l'Opposition :
- Lieutenant-gouverneur :
- Législature :

## Naissances
- 16 septembre : Brad Peyton, réalisateur, scénariste et producteur canadien né le 16 septembre 1979 à Gander.